# Volgende stap
Volgende stap is een lied van de Nederlandse zanger Jayh. Het werd in 2016 als single uitgebracht en stond in hetzelfde jaar als derde track op het album Ik leef.

## Achtergrond
Volgende stap is geschreven door Dwayne Leroy Biekman, Jaouad Ait Taleb Nasser en Mohamed Fouradi en geproduceerd door Architrackz. Het is een nummer uit het genre moderne r&b. In het lied zingt de zanger over het begin van een relatie en het nemen van de volgende stap. In het lied vraagt hij zich af wat de volgende stap dan moet zijn. Het lied werd door de zanger gemaakt voor zijn vrouw.
Het lied wordt grotendeels in het Nederlands gezongen, met één couplet in het Papiaments. De single heeft in Nederland de platina status.
In de videoclip zijn beelden van de zanger en zijn vrouw te zien. In deze muziekvideo is te zien dat zijn vrouw zwanger is, waarmee de artiest aankondigde vader te worden.

## Hitnoteringen
De zanger had succes met het lied in de hitlijsten van Nederland. Het piekte op de 34e plaats van de Nederlandse Single Top 100 en stond dertien weken in deze hitlijst. De Nederlandse Top 40 werd niet bereikt; het kwam hier tot de vierde plaats van de Tipparade.